# Conasprella pfluegeri
Conasprella pfluegeri là một loài ốc biển, là động vật thân mềm chân bụng sống ở biển trong họ Conidae, họ ốc cối.

## Gallery

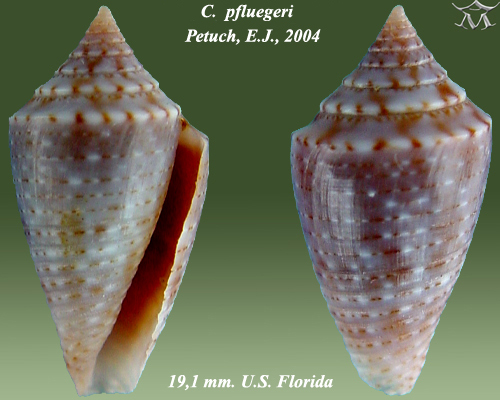
Conasprella pfluegeri (Petuch, 2003)
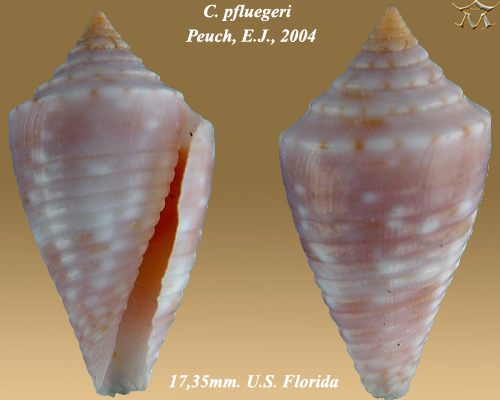
Conasprella pfluegeri (Petuch, 2003)
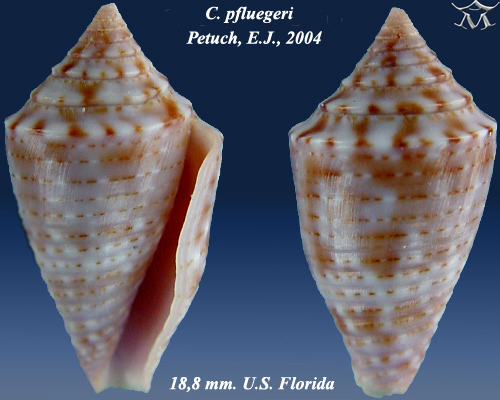
Conasprella pfluegeri (Petuch, 2003)
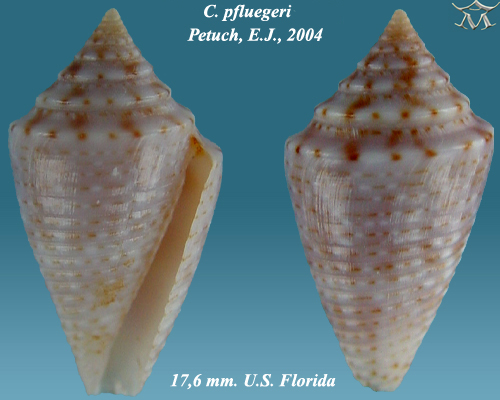
Conasprella pfluegeri (Petuch, 2003)